# Моисеенко-Великий, Николай Николаевич
Никола́й Никола́евич Моисе́енко-Вели́кий (19 (31) марта 1888, Санкт-Петербург — 5 ноября 1964, Шелль, Сена и Марна, Франция) — русский дворянин, военный лётчик, капитан, командир Гвардейского корпусного авиационного отряда Русского Императорского военно-воздушного флота (1916—1917), герой Первой мировой войны.

## Биография
Из потомственных дворян Тульской губернии, родился в Санкт-Петербурге. Прабабушка — из рода Урусовых, дед (отец мамы) — лейб-медик Фёдор Цыцурин, дядя (брат отца) — командир 141-го пехотного Можайского полка (1908—1909). Отец Николай — Действительный статский советник, причислен к Государственной канцелярии Е. И. В. (1916). Внучатый племянник (внук сестры) — Владислав Михайлович Игнатов.
По окончании Пажеского корпуса, 15 июня 1908 года выпущен из камер-пажей в подпоручики, в Лейб-гвардии Егерский полк. В 1908—1913 годах — младший офицер 10-й роты; с 6 декабря 1912 — поручик (со старшинством с 15.07.1912).
10 сентября 1913 года командирован в Офицерскую школу авиации Отдела воздушного флота (Гатчина), которую за год закончил (в том числе и теоретические авиационные курсы при Санкт-Петербургском политехническом институте) и сдал экзамен на звание «военный лётчик».
Участник Первой мировой войны. 
19 июля 1914 назначен военным лётчиком в 22-й корпусной авиационный отряд при 1-й авиационной роте (Санкт-Петербург). С 18 января 1915 года — в 11-м корпусном авиационном отряде; военный лётчик.
С 23 октября 1915 года служил военным лётчиком в Гвардейском корпусном авиационном отряде. 3 апреля 1916 назначен начальником этого отряда; штабс-капитан гвардии (ВП от 07.07.1916, со старшинством с 19.07.1915).
С 1 августа 1916 года — начальник 6-го авиационного отряда истребителей (бывший Гвардейский корпусной авиационный отряд); капитан инженерных войск (с 1 ноября 1916).
11 февраля 1917 исключен из списков отряда и командирован в распоряжение начальника Управления ВВФ.
В 1918 году отправлен в Англию, затем во Францию, в авиационную школу «Уртень» (департамент Жиронда). 23 октября того же года принят на учёт при русской базе в г. Лаваль. Прикомандирован к 1-му маршевому батальону Русского легиона во Франции. В составе легиона участвовал в последних боях с германской армией на Западном фронте.
После Первой мировой войны проживал во Франции. Стал известен как актёр-комик, выступая в труппе Гран-Гиньоль. Гастролировал в Париже и Лондоне. В 1930-х годах выступал в Ницце, совместно с балериной Трухановой.
В 1939—1940 годах участвовал во Второй мировой войне как доброволец на французской службе, был ранен.
Скончался в Доме Русского Красного креста в г. Шель (Франция). Похоронен 7 ноября 1964 года на кладбище Сент-Женевьев-де-Буа.

## Награды
- Медаль «В память 100-летия Отечественной войны 1812» (1912)
- Медаль «В память 300-летия царствования дома Романовых» (1913)
- Орден Святого Станислава III степени (ВП от 05.11.1914, — за отличное окончание школы авиации)
- Орден Святого Владимира IV степени с мечами и бантом (ВП от 16.05.1915, — за спасение своего аппарата, опустившегося на линии фронта, под артиллерийским огнём 29 сентября 1914 года)
- Орден Святой Анны IV степени с надписью «За храбрость» (утв. ВП от 23.07.1915, — за ряд разведок в Восточной Пруссии в сентябре и октябре месяце 1914 года)
- Орден Святой Анны III степени с мечами и бантом (утв. ВП от 23.07.1915, — за ряд разведок в Восточной Пруссии в сентябре и октябре месяце 1914 года)
- Георгиевское оружие (утв. ВП от 24.01.1917, — за то, что, будучи в чине поручика и управляя воздухоплавательным прибором, при воздушной разведке 19-го апреля 1915 г. в районе Нов.-Сандец — Грибов — Бобова под сильнейшим обстрелом германской артиллерии (до 120-ти снарядов), прорвался в тыл противника через опасное горное ущелье с сильным воздушным переменным течением, где накануне погиб наш летчик. Своевременно доставленные важные сведения о группировке сил противника существенно повлияли на дальнейшие наши операции на этом фронте.[1]
- Орден Святого Станислава II степени с мечами (ВП от 15.06.1915, — за разведки 8, 11, 20, 21 и 24 марта 1915 года)
- Орден Святой Анны II степени с мечами (утв. ВП от 11.12.1916, — за воздушную охрану крепости Перемышля 10 и 11 апреля 1915 года)
- мечи и бант к имеющемуся ордену Святого Станислава III степени (утв. ВП от 22.04.1916)

##### Иностранные
- Гессенский орден Филиппа Великодушного VII класса (Серебряный крест) (08.10.1909)
- Французский Военный крест 1939—1945 (1939)